# Asenovgrad
Asenovgrad (bulgariska: Асеновград [ɐˈsɛnovˌɡrat]) är en stad i oblastet Plovdiv i den södra delen av Bulgarien. Staden är den största i landet som inte är huvudort i ett oblast. Asenovgrad hade 45 943 invånare vid folkräkningen 2021.
Staden var före 1934 känd som Stanimaka (bulgariska: Станимака, grekiska: Στενήμαχος), men ändrades sedan till Asenovgrad efter 1200-talstsaren Ivan Asen II.

## Vänorter
- Naousa, Grekland
- Kilkis, Grekland
- Prilep, Nordmakedonien
- Staryj Oskol, Ryssland